# Pseudapis urfana
Pseudapis urfana là một loài Hymenoptera trong họ Halictidae. Loài này được Warncke mô tả khoa học năm 1980.